# Jed Allan
Jed Allan, all'anagrafe Jed Allan Brown (New York, 1º marzo 1935 – Palm Desert, 9 marzo 2019), è stato un attore e conduttore televisivo statunitense.

## Biografia
Sì laureò in storia del teatro all'Università del Washington. Dopo una breve carriera a Broadway, divenne un attore prettamente televisivo. Recitò nelle serie Lassie e La grande vallata, ma raggiunse la grande popolarità solo in età matura, col ruolo di Channing Capwell nella soap opera Santa Barbara e con quello di Rush Sanders nel telefilm Beverly Hills 90210. Fu anche conduttore televisivo.
Jed Allan morì nel marzo del 2019, a 84 anni, lasciando tre figli. Era vedovo dal 2001.

## Filmografia parziale

### Cinema
- Base artica Zebra (Ice Station Zebra), regia di John Sturges (1968)
- Zero Tolerance, regia di Joseph Merhi (1995)

### Televisione
- Lassie – serie TV, 26 episodi (1968-1970)
- Il tempo della nostra vita (Days of Our Lives) – soap opera, 102 puntate (1971-1985)
- Santa Barbara – soap opera, 1089 puntate (1986-1993)
- Beverly Hills 90210 – serie TV, 18 episodi (1994-1999)

## Doppiatori italiani
Nelle versioni in italiano delle opere in cui ha recitato, Jed Allan è stato doppiato da:
- Pieraldo Ferrante in Santa Barbara, Walker Texas Ranger
- Pietro Ubaldi ne Il tempo della nostra vita
- Michele Kalamera in Beverly Hills 90210